# Ütemhangsúlyos verselés
Az ütemhangsúlyos verselés a magyar népdalok verselési formája, melyre a 
műköltészetben a középkortól találhatunk példákat. Az ütemhangsúlyos verselés a hangsúlyos és hangsúlytalan szótagok szabályos váltakozásán alapul.
Az ütemhangsúlyos verselés alapegysége az ütem, melyet 1 hangsúlyos és 1-5 hangsúlytalan szótag alkot./ ,+,- jellel jelöljük szótagolásokon belül.

## Az ütemhangsúlyos verselés a népdalköltészetben
Az ütemhangsúlyos verselés formáit a sor szótagszáma és a benne lévő ütemek száma alapján nevezzük el. A magyar népdalköltészet gazdagságát jelzi, hogy az ütemek szótagszáma, a szótagoknak a hangsúlyon alapuló felosztása rendkívüli változatosságot mutat. Az egy népdalra jellemző ütembeosztás ugyanakkor soronként változatlan. A következőkben csak néhány példát ragadunk ki a népköltészetben leggyakrabban használt ütemfajtákra:
Kétüteműek:
Ötös:  "Szántottam | gyöpöt, / Vetettem | gyöngyöt."
Hatos (4+2): "Hervad az a | rózsa, / kinek töve | nincsen"
Felező hatos : "Szeretnék | szántani / Hat ökröt | hajtani"
Hetes: "Elmentek a | cigányok, / Hogy szalonnát | lopjanak."
Felező nyolcas:  "Hej Vargáné | káposztát főz, / Kontya alá | futott a gőz."
Felező tizenkettes: "Elvette a nagy víz, | járni nem lehetett"
Háromüteműek
Nyolcas (4+2+2): "Kisangyalom | szeme, | szája / Többet ér mint | Buda | vára"
Kilences (3+3+3): "Érik a | ropogós | cseresznye / Viszek a | babámnak | belőle"
Tízes (4+4+2): "Fekete föld | termi a jó | búzát"
Négyüteműek
Nyolcas (2+2+2+2): "Így kell | járni | úgy kell | járni"
Tízes (4+2+2+2): "Sári, Kati | tudja | hogy kell | járni"
Tizenkettes (3+3+3+3): "Serkenj fel | kegyes nép | mosolyog | az hajnal"
Tizenhármas (4+3+4+2): "Házasodik | a tücsök | szúnyog lányát | kéri"
Hatütemű
Tizenhatos (3+2+3+2+3+3): "Érik a | szőlő | hajlik a | vessző | bodor a | levele"

## A magyaros formák a műköltészetben
Gáldi László szerint régi verses szövegeink két csoportra oszlanak. Egyesek valóban a magyar népdalok mintájára tagolhatók, mint az a kétsoros énektördék, ami 1506-ból maradt ránk: "Édes anya, bódog anya, / Verágszülő Szűz Mária." A középkori versek másik csoportjára a sorok szótagszámának ingadozását mutatja azonos ütemszám mellett. Ebbe a csoportba tartozik egyik legrégibb nyelvemlékünk, az Ómagyar Mária Siralom (Pais Dezső olvasatában): 
Volék sirolm | tudotlon, (4+3)
Sirolmol | sepedik, (3+3)
Buol oszuk, | epedek (4+3)
Választ | világomtúl (2+4)
Zsidou | fiodumtúl, (2+4)
Édes | ürümemtűl. (2+4)
Világ | világa, (2+3)
Virágnak | virága (3+3)
Keserűen | kínzatul, (4+3)
Vos szegekkel | veretül. (4+3)
A fenti sorokban megfigyelhető, hogy az eltérések mellett a gondolatilag összetartozó sorok ritmikailag is azonosak. A 15. századból több ilyen ritmikai ingadozást mutató verses éneket ismerünk (László-ének; Szabács viadaláról). Változó szótagszámú versünk az 1500-ból való Soproni virágének: "Virág, | tudjad, | tőled el kell | mennem, / És te íret- | ted kell | gyászba öl- | teznem."
A 16. század közepétől a szótagszám a legtöbb versfajtában állandósulni kezdett. Tinódi Lantos Sebestyén már szabályosan építette fel históriás énekeit, és Balassi Bálint is igyekezett betartani a versszakra jellemző szótagszámokat. Balassinál a népi költészet hatása konkrétan is megfigyelhető. Verseit sok esetben népi "nóták" mintájára építi fel, s a vers ritmusszerkezetének forrását - mely gyakran idegen nép nótája - mindig meg is jelöli. Vers "az Palkó nótájára":
Eredj, édes gyűrőm, majd jutsz asszonyodhoz,
Ki viszen tégedet csókolni szájához,
Óh, hogy nékem ahhoz
Nem szabad most mennem, én vigasztalómhoz!
A legtöbb népies forma az újkori magyar költészetben is megfigyelhető. Kisfaludy Károlynál az "irodalmi népiesség egyik úttörőjénél" (Gáldi) a négyestől a tizenötösig számos sorfajta található meg. A harmadoló tizenegyes a szabadságharc korában válik gyakorivá, Petőfi Sándor  is(lásd például a Nemzeti Dal refrénje), Arany János is szívesen használta hazafias költeményeiben.
A 19. század vége fele, a 20. század elején a népies forma kezdett kiszorulni a nyugat-európai közvetítéssel érkező időmértékes formák javára. A népies sorok vagy archaizálásra szolgáltak (lásd például Ady Endre kurucverseit) vagy a gyermekversek játékosságának alátámasztásául használták őket (lásd például Weöres Sándor gyermekverseit). Mégsem szabad alulértékelnünk a magyaros formák költői erényeit.
József Attila, hogy csak egyet említsünk neves költőinkből, szívesen élt a magyaros ritmus adta stilisztikai lehetőségekkel, a lebegő-hullámzó hangulat vagy éppen a nyomaték megteremtése érdekében. Egyik legismertebb példa erre: "Nincsen apám, se anyám, / se istenem, se hazám…" (Tiszta Szívvel). Nyugodtan csordogáló hatos soraival érzékletesen adja vissza a természet derűjét és a vers alanyának nyugodt beletörődését Ringató című versében:
Holott náddal ringat,
holott csobogással,
kékellő derűvel,
tavi csókolással.
Lehet, hogy szerelme
földerül majd mással,
de az is ringassa
ilyen ringatással.